# Élections législatives altaïennes de 2024
Les élections législatives altaïennes de 2024 ont lieu le 8 septembre 2024 en République de l'Altaï afin de renouveler les 41 sièges de l'assemblée d'État de la république de l'Altaï.  Coïncidant avec l'élection gouvernorale altaïenne, elle a lieu lors des infranationales russes.

## Mode de scrutin
L'assemblée de la république de l'Altaï est composée d'un total de 41 sièges renouvelés tous les cinq ans au système mixte. 30 sièges sont élus au scrutin uninominal majoritaire à un tour dans autant de circonscriptions électorales tandis que 11 sont élus au scrutin proportionnel plurinominal,.

## Candidats

### Scrutin proportionnel
Pour enregistrer les listes régionales de candidats, les partis doivent recueillir 0,5 % des signatures de tous les électeurs inscrits dans la République de l'Altaï .
Les partis suivants ont été dispensés de la nécessité de recueillir des signatures : 
- Russie unie
- Parti communiste de la fédération de Russie
- Russie juste
- Parti libéral-démocrate de Russie
- Nouvelles personnes
- Rodina
- Parti russe des retraités pour la justice sociale

### Circonscriptions uninominales
Pour inscrire des candidats dans les circonscriptions uninominales, il faut recueillir 3 % des signatures des électeurs inscrits dans la circonscription. 

## Résultats
|                           |                                        |                 |                 |                 |        |              |               |  |  |  |  |  |  |  |
| Parti                     | Parti                                  | Proportionnelle | Proportionnelle | Proportionnelle | UM1    | Total Sièges | +/-           |  |  |  |  |  |  |  |
| Parti                     | Parti                                  | Voix            | %               | Sièges          | Sièges | Total Sièges | +/-           |  |  |  |  |  |  |  |
|                           | Russie unie                            |                 |                 |                 |        |              |               |  |  |  |  |  |  |  |
|                           | Parti communiste                       |                 |                 |                 |        |              |               |  |  |  |  |  |  |  |
|                           | Parti libéral-démocrate                |                 |                 |                 |        |              |               |  |  |  |  |  |  |  |
|                           | Rodina                                 |                 |                 |                 |        |              |               |  |  |  |  |  |  |  |
|                           | Russie juste                           |                 |                 |                 |        |              |               |  |  |  |  |  |  |  |
|                           | Parti russe des retraités              |                 |                 |                 |        |              |               |  |  |  |  |  |  |  |
|                           | Parti communiste de la justice sociale |                 |                 |                 |        |              |               |  |  |  |  |  |  |  |
|                           | Patriotes de Russie                    |                 |                 |                 |        |              |               |  |  |  |  |  |  |  |
|                           | Iabloko                                |                 |                 |                 |        |              |               |  |  |  |  |  |  |  |
|                           | Parti des entrepreneurs                |                 |                 |                 |        |              |               |  |  |  |  |  |  |  |
|                           | Indépendants                           |                 |                 |                 |        |              |               |  |  |  |  |  |  |  |
|                           | Votes blancs et invalides              |                 |                 |                 |        |              |               |  |  |  |  |  |  |  |
|                           |                                        |                 |                 |                 |        |              |               |  |  |  |  |  |  |  |
| Votes valides             |                                        |                 |                 |                 |        |              |               |  |  |  |  |  |  |  |
| Votes blancs et invalides |                                        |                 |                 |                 |        |              |               |  |  |  |  |  |  |  |
| Total                     | Total                                  |                 | 100             | 11              | 30     | 41           | en stagnation |  |  |  |  |  |  |  |
| Abstentions               |                                        |                 |                 |                 |        |              |               |  |  |  |  |  |  |  |
| Inscrits / participation  |                                        |                 |                 |                 |        |              |               |  |  |  |  |  |  |  |